# Lübecker Bibel (1533/34)
Die Lübecker Bibel von 1533/34 ist die erste mittelniederdeutsche Ausgabe der Lutherbibel. Wegen der Herausgeberschaft Johannes Bugenhagens wird sie auch Bugenhagenbibel genannt. Sie war die erste Ausgabe einer Vollbibel nach Martin Luthers Übersetzung und erschien noch vor der ersten kompletten hochdeutschen Ausgabe.

## Entstehung
Im Zusammenhang mit der Durchführung der Reformation in den norddeutschen Städten durch die Herausgabe von Kirchenordnungen stellte sich Bugenhagen auch die Aufgabe einer reformatorischen Bibelausgabe in niederdeutscher Sprache. Seit 1524 war er in Wittenberg beratend an der Entstehung des niederdeutschen Neuen Testaments beteiligt.
Von 1530 bis Ende April 1532 hielt sich Bugenhagen in Lübeck auf. In den letzten Wochen seines Aufenthalts widmete er sich ganz der Arbeit an der Bibel. Welchen Anteil er an der Übersetzung genau hatte, ist bis heute nicht ganz geklärt. Erst ab 1545 erscheint sein Name auf dem Titelblatt, und es bürgert sich die Bezeichnung Bugenhagenbibel ein. Für die Gesamtausgabe verfasste er das Vorwort, das auf den Dienstag nach der Osterwoche des Jahres  1532 datiert ist. Darin gibt er an, dass die Anmerkungen zum Alten Testament und die einführenden Zusammenfassungen (Summarien) zum Neuen Testament von ihm stammen, dass aber diese Bibel ganz auf dem Werk und der Anregung Luthers beruhe und daher schal heten des Luthers Biblie. Das Titelblatt sagt:
De Biblie

vth der vthleggin-

ge Doctoris Mar-

tini Luthers yn dyth düdesche

vlitich vthgesettet / mit sun-

dergen vnderrichtingen /

alse men seen mach.

Inn der Keyserliken Stadt Lübeck

by Ludowich Dietz gedrücket.

M·D·XXXIII·

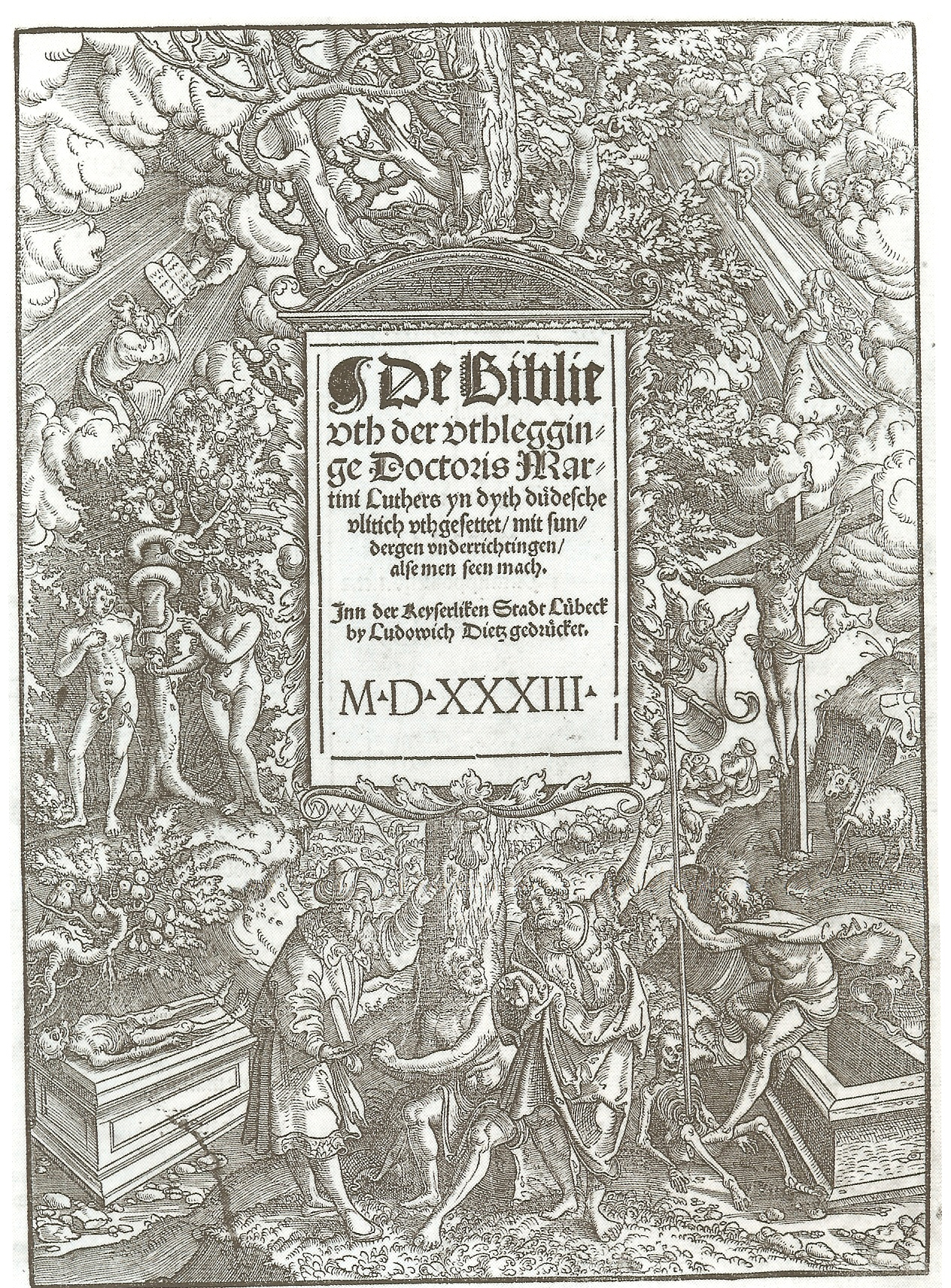
Titelblatt

Die Finanzierung der Ausgabe übernahmen nach einer Notiz des Johannes Draconites, die Johann Melchior Goeze überliefert, die Lübecker Bürger Johann von Achelen, Godeke Engelstede und Jacob Grap sowie der Drucker Ludwig Dietz. Dietz, der seit 1510 in Rostock tätig war, richtete vermutlich in Lübeck eine Filialwerkstatt für den Druck ein und lebte hier von 1531 bis 1534.
Die Bibel ist durch Zwischentitel in sechs Teile gegliedert, von denen zumindest das Buch der Psalmen auch als eigener Band erschienen ist (1533). Das Gesamttitelblatt zeigt die Jahreszahl MDXXXIII, im Kolophon hingegen vermeldet der Drucker die Vollendung des Druckes zum 1. April 1534.

## Illustrationen
Die Bibelausgabe gilt durch ihre Illustrationen, die typographische Gestaltung und den sehr sorgfältig ausgeführten Druck als ein besonderes Meisterwerk der Druckkunst.
Die Illustrationen umfassen 79 Holzschnitte, die alle Erhard Altdorfer zugeschrieben werden, der zu dieser Zeit am Schweriner Hof tätig war. Der Holzschnitt des Titels zeigt eine Adaption des von Lucas Cranach dem Älteren geprägten reformatorischen Bildthemas Gesetz und Gnade.

## Nachwirkung
Da das Mittelniederdeutsche die Sprache der Hanse war, wurde diese Bibelausgabe zum Prototyp von Ausgaben in verschiedenen Sprachen und Ländern Nordeuropas. Dietz selbst wurde 1548 von König Christian III. nach Kopenhagen berufen, wo er mit den gleichen Lettern und Illustrationen wie bei der Lübecker Ausgabe König Christians III. Bibel, die erste dänische Vollbibel, druckte. Sein Lübecker Kollege Jürgen Richolff der Jüngere hatte schon ab 1539 in Schweden auf der Grundlage der Lübecker Bibel mit der Gustav-Wasa-Bibel die erste schwedische Bibel hergestellt.

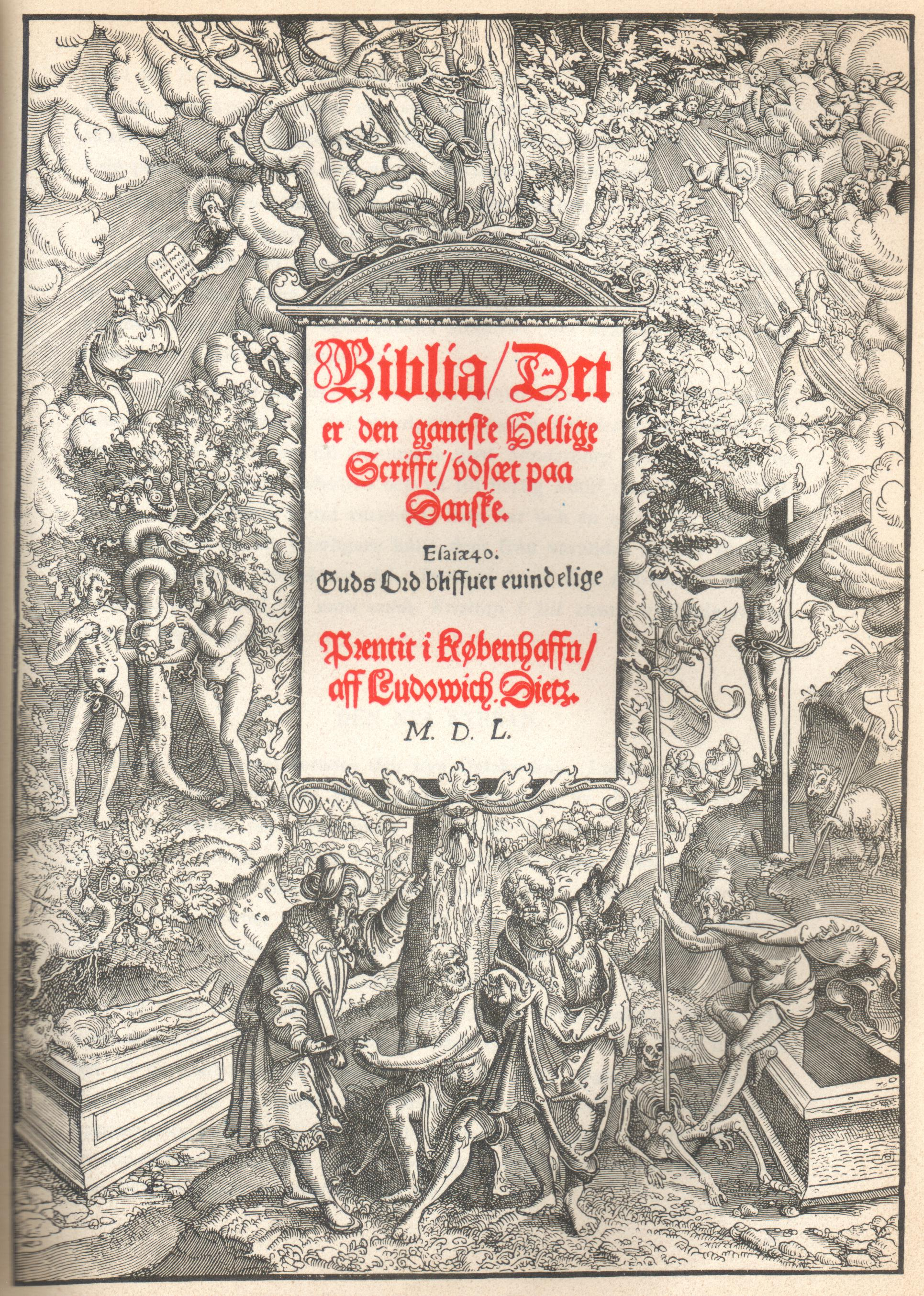
Bibel Christians III.
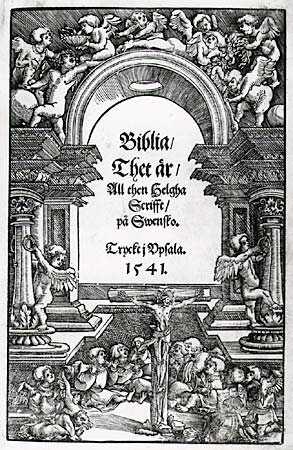
Gustav-Wasa-Bibel
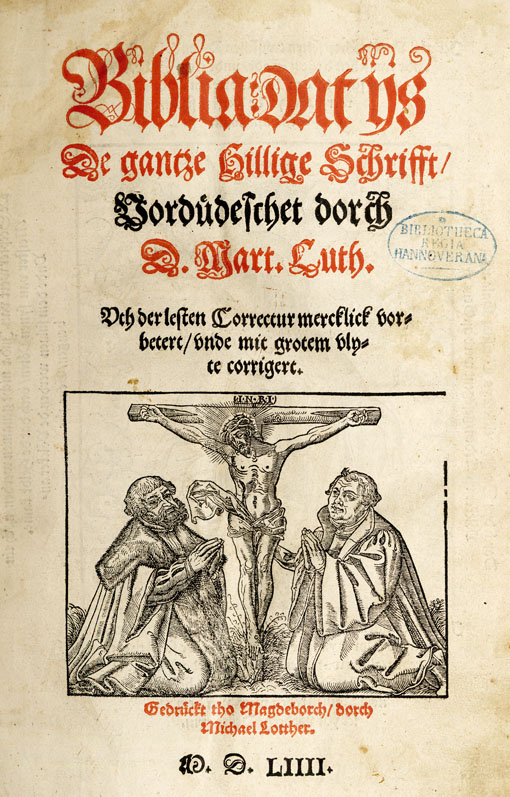
Ausgabe Magdeburg 1554
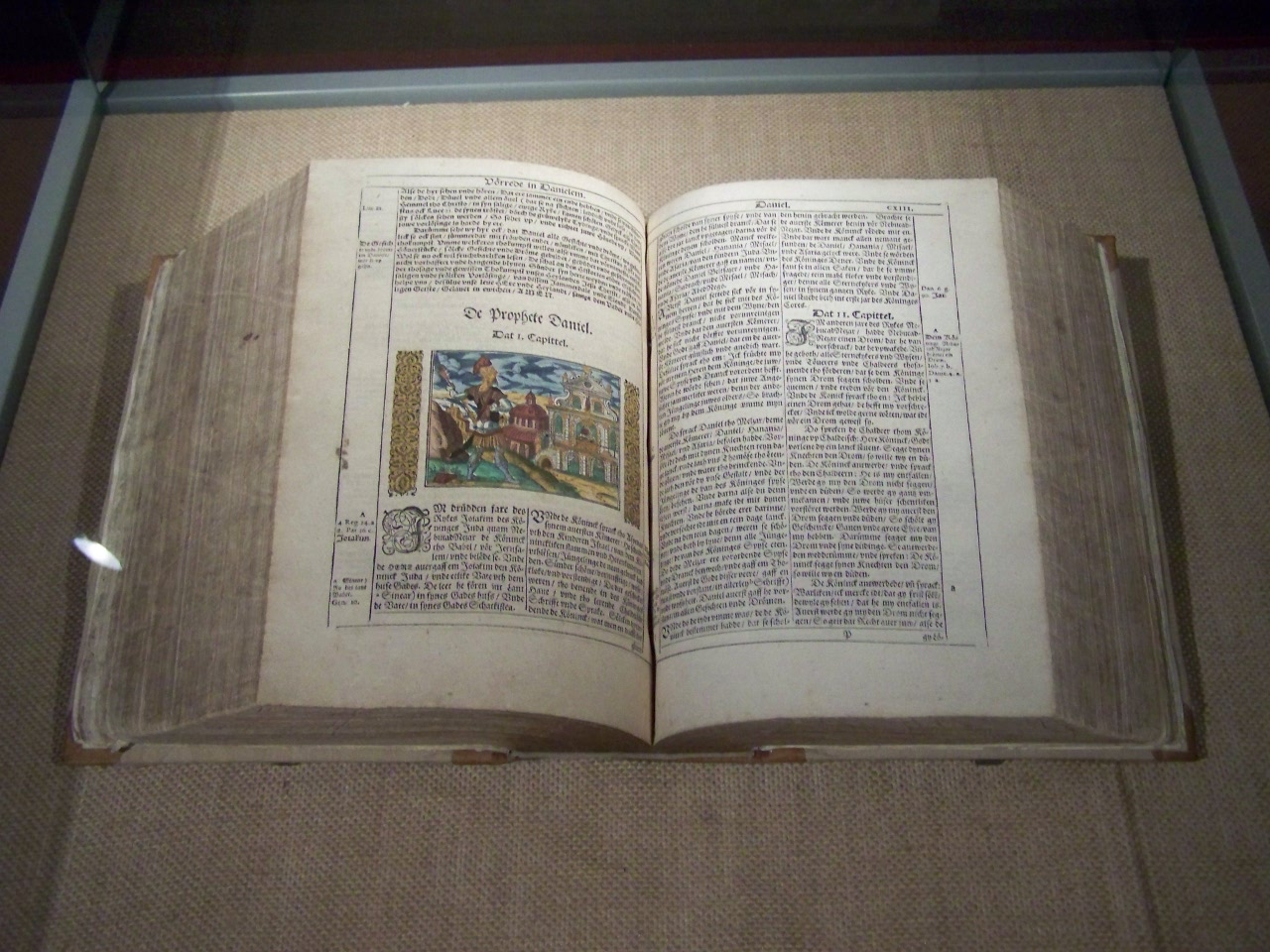
Barther Bibel

Bis 1622 erscheinen noch 25 zum Teil revidierte Auflagen, von Magdeburg 1534 bis Goslar 1621. Auch die Barther Bibel von 1588 gehört dazu.
Im Zuge der Wiederentdeckung des Niederdeutschen im 19. Jahrhundert überarbeitete der Kropper Pastor Johannes Paulsen gemeinsam mit Klaus Groth die Bugenhagenbibel; ihre Fassung des neuen Testaments erschien 1884.

## Überlieferung
Exemplare der Lübecker Bibel von 1533/34 finden sich nach dem VD 16 in Deutschland in München, Bayerische Staatsbibliothek (digitalisiert); Berlin, Staatsbibliothek Preußischer Kulturbesitz; Braunschweig, Stadtbibliothek; Sächsische Landes- und Universitätsbibliothek; Jena, Thüringer Universitäts- und Landesbibliothek; Lüneburg, Ratsbücherei;
Rostock, Universitätsbibliothek; Schweinfurt, Bibliothek Otto Schäfer; Stuttgart, Württembergische Landesbibliothek; Wolfenbüttel, Herzog August Bibliothek.